# Универзитет у Лајпцигу
Универзитет у Лајпцигу се налази у Слободној Држави Саксонији, у Немачкој и један је од најстаријих универзитета у Европи и други најстарији Универзитет у Немачкој по узастопним годинама постојања. Основан је 2. децембра 1409. од стране Фридрика I и његовог брата Вилијама II и првобитно је обухватао четири факултета. У славне студенте овог универзитета убрајају се Готфрид Вилхелм Лајбниц, Јохан Волфганг Гете, Фридрих Ниче, Рихард Вагнер, Ангела Меркел, као и девет добитника Нобелове награде.

## Историја

### Оснивање и развој до 1900. године
Универзитет је направљен по узору на Карлов универзитет са којег су се професори немачког говорног подручја повукли у Лајпциг након кризе Јана Хуса и декрета из Кутне Хоре. Alma mater Lipsiensis је отворена 1409. године, након што ју је званично издао папа Александар V у својој були признања 9. септембра исте године. Њен први ректор је био Јоханес Ото фон Минстерберг. Од свог оснивања, Paulinerkirche је служила као универзитетска црква. После реформације црква и манастирске зграде су поклоњене Универзитету 1544. године. Како би се обезбедило независно и одрживо финансирање Универзитет је добио власт над девет села источно од Лајпцига. Овај статус је задржао скоро 400 година све док у 19. веку нису спроведене земљишне реформе.
Као и многи европски универзитети, Универзитет у Лајпцигу је био структуриран у колеџе одговорне за организовање смештаја и колегијална предавања. Међу факултетима у Лајпцигу били су Мали колеџ, Велики колеџ, Црвени колеџ (Rotes Kolleg, познат и као Нови колеџ), колеџ Госпе (Frauenkolleg) и Паулинер колеџ (Pauliner Kolleg). Постојале су и приватне стамбене сале. Колеџи су имали јурисдикцију над својим члановима. Структура колеџа је касније напуштена, а данас су сачувана само имена. 
Током првих векова, Универзитет је растао споро и био је прилично регионална институција што се, међутим, променило током 19. века када је постао институција високог образовања и истраживања светске класе. Крајем 19. века су у Лајпцигу предавали истакнути научници као што су Бернхард Виндшајд, један од очева немачког грађанског законика и Вилхелм Оствалд, који се сматра оснивачем модерне физичке хемије.
Између 1953. године и 1990. године носио је име Универзитет Карл Маркс.